# Jormvattnet
 (avril 2025).
Si vous disposez d'ouvrages ou d'articles de référence ou si vous connaissez des sites web de qualité traitant du thème abordé ici, merci de compléter l'article en donnant les références utiles à sa vérifiabilité et en les liant à la section « Notes et références ».
Jormvattnet, appelé localement Jorm, est un village de la commune de Strömsund dans le comté de Jämtland, dans le nord de la Suède. Il surplombe un lac avec des îles, le lac Jormvattnet, et est surplombé par une montagne, Jormliklumpen. Le village, avec 66 habitants en 2010, est fréquenté par les touristes qui y font de l'équitation et des randonnées.